# Gornja Kočela
Gornja Kočela (en serbe cyrillique : Горња Кочела) est un village de Bosnie-Herzégovine. Il est situé sur le territoire de la ville de Trebinje et dans la république serbe de Bosnie. Selon les premiers résultats du recensement bosnien de 2013, il ne compte plus aucun habitant.

## Géographie
Le village est situé au bord de la Trebišnjica, un cours d'eau qui débouche pour une part dans la mer Adriatique et se jette pour une autre part dans la Neretva.
Il est entouré par les localités suivantes :
|         | Donja Kočela Grbeši     |               |
| Mionići | Gornja Kočela           | Grbeši Tvrdoš |
|         | Desin Selo Marić Međine |               |

## Démographie

### Évolution historique de la population dans la localité
| 1948 | 1953 | 1961 | 1971 | 1981 | 1991 | 2013 |
| ---- | ---- | ---- | ---- | ---- | ---- | ---- |
| -    | -    | 20   | 13   | 5    | 6    | 0    |

|  |